# ضداحتقان موضعی
ضداحتقان‌های موضعی، ضداحتقان‌هایی هستند که مستقیماً درون حفره بینی اعمال می شوند. به نظر می رسد اثربخشی آنها به تنهایی در سرماخوردگی مزیت کمی در بزرگسالان دارد.
داروهای ضداحتقان موضعی باید توسط بیماران حداکثر برای 5 تا 7 روز متوالی استفاده شود، زیرا احتقان برگشتی ممکن است به شکل رینیت دارویی رخ دهد. هنگامی که در بزرگسالان برای مدت کوتاه استفاده می شود عوارض جانبی کمی مشاهده می شود.

## مکانیسم عمل
ضداحتقان های موضعی منقبض‌کننده عروق هستند و با انقباض عروق خونی داخل حفره بینی عمل می کنند.

## مثال‌ها
- افدرین
- لوومت‌آمفتامین
- نفازولین
- اوکسی‌متازولین
- فنیل‌افرین
- سودوافدرین
- ترامازولین
- زایلومتازولین

## همچنین ببینید
- ضد احتقان
- افشانه بینی